# Bulbophyllum lancisepalum
Bulbophyllum lancisepalum là một loài phong lan thuộc chi Bulbophyllum.